# Музей Морсбройх
Музей искусств Морсбройх (нем. Museum Morsbroich) — художественный музей в городе Леверкузен (земля Северный Рейн-Вестфалия), открытый в 1951 году — стал первым музеем современного искусства, открытым в ФРГ после окончания Второй мировой войны; размещается в одноимённом барочном дворце, являющемся памятником архитектуры, и управляется администрацией города; коллекция насчитывает около 400 картин и скульптур, часть из которых размещена в дворцовом парке — а также почти 5000 рисунков и гравюр; в музее нет постоянной экспозиции — проводятся временные тематические выставки.

## История и описание

### История
30 сентября 1949 года городской совет Леверкузена единогласно постановил создать художественный музей в барочном дворце («замке») Морсбройх. Вскоре был создан попечительский совет, который определил миссию музея как «регулярная организация выставок ныне живых художников, чтобы дать каждому существующему художественному направлению возможность показать себя и встретиться как с искусствоведами, так и с широкой публикой — без предубеждений и одностороннего предпочтения какому-то единственному стилю». Созданием музея современного искусства индустриальный город Леверкузен, основанный только в 1930 году, хотел получить «современное лицо» (индивидуальность) — в особенности, после двенадцати лет правления национал-социалистов, со свойственный им «жесткой позицией» (starre Einstellung) в области искусства (см. «дегенеративное искусство»).
1 августа 1952 года искусствовед Курт Швайхер (Schweicher, 1908—1988) был назначен первым директором новой галереи; выполняя основную миссию он организовал выставки рейнских художников — в частности «Rheinische Sezession» (1951). Его также привлекло искусство классического модернизма — преимущественно немецкое искусство XX века («Deutsche Kunst des 20. Jahrhunderts aus der Sammlung Haubrich», 1953) и работы Оскар Молля (1954). Выставочная программа Швайхера получила освещение в международной прессе и создала основу для «экспериментов», проводившихся с конца 1950-х до начала 1970-х годов. Постепенно за Морсбройхом закрепилась репутацию «лаборатории авангарда».
Молодой историк искусства Удо Культерман (1927—2013) получил назначение на должность директора Морсбройха в 1959 году: он придерживался «радикальной» концепции, предполагавшей как пересечения границ между жанрами, так и сочетание художественного искусства с архитектурой, кино, прикладным искусством и даже наукой. В 1961 году он организовал «Дни искусства в Морсбройхе» (Morsbroicher Kunsttage), в которых принял участие, помимо прочих и Теодор Адорно. В 1959 году Культерман организовал выставку швейцарского архитектора и художника Макса Билля, а через год он показал выставку «Monochrome(n) Malerei». Казимир Малевич, художники-конструктивисты и Сергей Эйзенштейн были среди интересов нового директора. В те годы столь «прогрессивный» подход в регионе разделял разве что музей в Крефельде, возглавлявшийся Паулем Вебером; программа Культермана неоднократно вызывала негативные отзывы критиков и прессы. В июне 1964 года директор уволился и переехал в США, где получил должность профессора в Вашингтонском университете в Сент-Луисе. Историк искусства и журналист Рольф Ведевер (1932—2010) был назначен новым директором музея — он управлял им три десятилетия, с 1965 по 1995 год.

### Коллекция
С момента своего основания в 1951 году музей систематически создавал коллекцию произведений современного (международного) искусства; одним из первых музейных приобретений была работа «Тигр» (1965) Герхарда Рихтера — музей купил её уже в 1968 году. Музей в Леверкузен также получил множество работ в качестве подарков от художников и коллекционеров, многие из которых были так или иначе связаны с галереей в течение многих лет. Сегодня коллекция насчитывает около 400 картин и скульптур — а также почти 5000 рисунков и гравюр.
Буквально в первые дни существования музея, отдельные работы экспрессионистов и модернистов были демонстративно приобретены музеем и выставлены на всеобщее обозрение: это стало протестом против периода запрета «дегенеративного искусства» в годы национал-социализма. В последующие десятилетия политика покупок была нацелена на самые современные художественные произведения, созданные молодыми (начинающими) авторами. В итоге музей располагает образцами таких стилей и течений как Флюксус, Новый реализм, ZERO и так далее. Продолжая преследовать исходную цель «передать разнообразие панорамы послевоенного искусства вплоть до наших дней», администрация музея продолжает закупки и в XXI веке. При этом в музее нет постоянной экспозиции: предметы из музейной коллекции представляются в регулярно меняющихся выставках тематической направленности. Так в 2015 году прошла выставка ксилографии из коллекции — «Lichtsplitter. Holzschnitte aus der Sammlung des Museum Morsbroich».
С 2008 года музейных парк, первоначально созданный как дворцовый (также в стиле барокко), используется для размещения скульптур, создаваемых специально для данного места. В 2008 году британский автор Джонатан Монк (род. 1969) установил освещенный знак «Closed» (закрыто) на фасаде музея — знак включается, как только музей закрывается, юмористически указывая потенциальному посетителю, что сегодня выставку он пропустил.

## Награды
- 2009: «Музей года» — Германское отделение, Международная ассоциация искусствоведов (AICA)[2].